# Aneurus politus
Aneurus politus är en insektsart som beskrevs av Thomas Say 1832. Aneurus politus ingår i släktet Aneurus och familjen barkskinnbaggar. Inga underarter finns listade i Catalogue of Life.